# Brahmina comata
Brahmina comata är en skalbaggsart som beskrevs av Blanchard 1851. Brahmina comata ingår i släktet Brahmina och familjen Melolonthidae. Inga underarter finns listade.